# Chrysopa mesonotalis
Chrysopa mesonotalis är en insektsart som beskrevs av Peter Esben-Petersen 1926. 
Chrysopa mesonotalis ingår i släktet Chrysopa och familjen guldögonsländor. Inga underarter finns listade i Catalogue of Life.